# Radimovice u Želče
Pour les articles homonymes, voir Radimovice.
Radimovice u Želče (en allemand : Radimowitz bei Scheletsch) est une commune du district de Tábor, dans la région de Bohême-du-Sud, en République tchèque. Sa population s'élevait à 387 habitants en 2020.

## Géographie
Radimovice u Želče se trouve à 5 km au sud-ouest du centre de Tábor, à 47 km au nord-nord-est de České Budějovice et à 80 km au sud-sud-est de Prague.
La commune est limitée par Tábor au nord, par Planá nad Lužnicí à l'est, par Zhoř u Tábora et Lom au sud, et par Libějice à l'ouest.

## Histoire
La première mention écrite du village date de 1307.